# 大專學生學習用品津貼計劃
大專學生學習用品津貼計劃（葡萄牙語：Plano de Subsídio para Aquisição de Material Escolar a Estudantes do Ensino Superior）是澳門特別行政區政府首次於2012年財政年度向就讀2011/2012學年高等教育課程的澳門居民一次性發放現金的津貼計劃；津貼計劃的發放旨在補貼受惠對象在就讀時的相關支出。

## 沿革
澳門行政長官崔世安於2011年11月15日發表澳門2012年施政報告時表示設立大專學生學習用品津貼計劃，而津貼金額為澳門幣2,000元；當局於2012年1月27日經澳門行政會完成討論及制定《2011/2012學年大專學生學習用品津貼》行政法規；該行政法規於翌月6日刊憲於《澳門特別行政區公報》之內；而津貼計劃於刊憲翌日起接受申請，涉及政府庫房開支約澳門幣6,600多萬。

## 受惠對象
凡在該指定學年於澳門及外地就讀博士、碩士、學士、高等專科及副學士學位或不少於兩個學年的文憑課程並持有有效澳門居民身份證的學生均是為此津貼計劃之受惠對象；當局預料有3.3多萬澳門居民因而成為受惠對象。

## 發放方式
符合資格的澳門居民均需在該年指定日子 (通常是2月至4月) 期間連同辦學機構發出的在學證明向教育及青年發展局（合并部門前由高等教育局負責）遞交申請表格進行登記並將於登記後60日內收到津貼金額；受惠人士可以選擇由澳門財政局發出憑證或銀行轉帳方式收取津貼金額。

## 備註
1. ↑  2011年9月1日至翌年8月31日或2012年2月1日至12月31日均視為2011/2012學年[5]
2. ↑  受惠對象如獲受教育及青年發展局、澳門基金會等澳門資助公共實體資助、津貼或獎、助學金，以及就讀澳門公立、私立或經澳門政府承認在澳門開辦課程的學生可根據該行政法規第四條均無須提交在學證明[5]

## 外部連結
- 大專學生學習用品津貼計劃網上登記官方網頁（页面存档备份，存于） （繁體中文）